# Neopsittaconirmus kea
Neopsittaconirmus kea är en insektsart som först beskrevs av Kellogg 1907.  Neopsittaconirmus kea ingår i släktet Neopsittaconirmus och familjen fjäderlöss. Inga underarter finns listade i Catalogue of Life.